# Coordinadora Gesto por la Paz d'Euskal Herria
La Coordinadora Gesto por la Paz d'Euskal Herria o Euskal Herriko Bakearen Aldeko Koordinankundea és una plataforma pacifista, cívica, unitària, pluralista i independent de qualsevol partit polític o institució. Des de 1986 constitueix una resposta organitzada de la societat civil del País Basc enfront de la violència d'ETA.
El seu projecte per a aconseguir la pau inclou com actuacions principals: incrementar la mobilització ciutadana, conscienciar la societat de la seva responsabilitat en la necessària resposta pacífica, vetllar perquè l'erradicació de la violència des de les institucions públiques es doni dintre de la legalitat i el respecte als drets humans i fomentar una cultura de pau. Com a forma de protesta, té establerta la realització de concentracions silencioses de 15 minuts, en desenes de localitats basques l'endemà de produir-se una mort provocada per un acte violent.
El 1993 fou guardonada amb el Premi Príncep d'Astúries de la Concòrdia.